# Campeonato Sudamericano de Voleibol Femenino de 2015
El Campeonato Sudamericano de Voleibol Femenino de 2015 fue la XXXI edición del máximo torneo de selecciones femeninas de voleibol pertenecientes a la Confederación Sudamericana de Voleibol (CSV), se llevó a cabo del 29 de septiembre al 3 de octubre de 2015 en la ciudad de Cartagena de Indias, Colombia, que fue confirmada como sede durante el 69° Congreso Ordinario  de la CSV realizado el 6 de marzo de 2015.
Fue la tercera ocasión que una ciudad colombiana es sede de esta competición, antes fueron Bucaramanga en 1973 y Bogotá en 2003.
El torneo fue organizado por la Federación Colombiana de Voleibol bajo la supervisión de la CSV.
La selección de Brasil se coronó campeón del torneo al derrotar en la final a Perú en tres sets corridos. De esta manera Brasil obtuvo su décimo noveno título sudamericano de mayores y el undécimo consecutivo desde el logrado en 1995. Por su parte, la selección de Perú volvió a llegar a la final de un Campeonato Sudamericano de Mayores luego de 8 años pero falló en el intento de conseguir su decimotercer título y se quedó con el subcampeonato y la medalla de plata. Completó el podio la selección de Colombia que derrotó en cinco sets a Argentina en el partido definitorio del tercer lugar, con la obtención de la medalla de bronce Colombia igualó su mejor participación en este torneo al alcanzar el tercer puesto que también consiguió en el Campeonato Sudamericano de Voleibol Femenino de 1991.

## Sede
| Cartagena de Indias | Cartagena              |
| ------------------- | ---------------------- |
| Cartagena de Indias | Coliseo Northon Madrid |
| Cartagena de Indias | Capacidad: ?           |
| Cartagena de Indias |                        |

## Equipos participantes
El torneo contó con la participación de 8 selecciones, algo que no ocurría desde el Campeonato Sudamericano de Voleibol Femenino de 2009.
Referencialmente se indica entre paréntesis las posiciones de las selecciones en el ranking FIVB vigente al momento del inicio del torneo.
- Brasil (2)
- Argentina (12)
- Perú (23)
- Colombia (30) (Anfitrión)
- Venezuela (40)
- Chile (53)
- Uruguay (119)
- Paraguay (122)

## Formato de competición
El campeonato se desarrolla dividido en dos fases: fase de grupos y fase final.
En la fase de grupos las 8 selecciones participantes fueron distribuidas en dos grupos de 4 equipos, en cada grupo se jugó con un sistema de todos contra todos y los equipos fueron clasificados de acuerdo a los siguientes criterios, en orden de aparición:
1. Número de partidos ganados y perdidos.
2. Puntos obtenidos, los cuales son otorgados de la siguiente manera:
  - Partido con resultado final 3-0 o 3-1: 3 puntos al ganador y 0 puntos al perdedor.
  - Partido con resultado final 3-2: 2 puntos al ganador y 1 punto al perdedor.
3. Proporción entre los sets ganados y los sets perdidos (Sets ratio).
4. Proporción entre los puntos ganados y los puntos perdidos (Puntos ratio).
5. Resultado del partido entre los equipos implicados.

La fase final consistió en los play-offs para definir las posiciones 5.° al 8.° lugar, las semifinales, partido por el tercer lugar y la final. En un principio se tenía contemplado definir los puestos 5.° al 8.° mediante enfrentamientos directos entre los terceros de grupo para los puestos 5.° y 6.° y entre los cuartos de grupo para los puestos 7.° y 8.°, posteriormente la CSV decidió definir estas ubicaciones con un sistema similar al de las primeras cuatro ubicaciones (semifinales y partidos finales).
Los equipos que ocuparon la tercera y cuarta ubicación en su grupo pasaron a disputar la clasificación del 5.° al 8.° puesto, mientras que los equipos que se posicionaron en los dos primeros lugares de su grupo definieron las cuatro primeras ubicaciones de la competencia. Tanto la clasificación del 5.° al 8.° puesto como la clasificación del 1.° al 4.° puesto se jugaron bajo el mismo sistema consistente en semifinales y partidos finales.
Los emparejamientos en las semifinales se determinaron de la siguiente manera:
| Semifinales 1.° al 4.° puesto - 1.° del Grupo B v 2.° del Grupo A - 1.° del Grupo A v 2.° del Grupo B | Semifinales 5.° al 8.° puesto - 3.° del Grupo B v 4.° del Grupo A - 3.° del Grupo A v 4.° del Grupo B |

Los equipos que resultaron perdedores en las semifinales del 5.° al 8.° puesto jugaron por el 7.° y 8.° lugar mientras que los ganadores jugaron por el 5.° y 6.° lugar. Finalmente, los perdedores de las semifinales del 1.° al 4.° puesto disputaron el partido por el 3.er y 4.º puesto mientras que los ganadores de las semifinales clasificaron a la final, partido en el cual se definió al campeón de torneo.

## Calendario
Calendario oficial del torneo. Cada jornada de competencia tuvo cuatro partidos que se programaron en los siguientes horarios: 13:00, 15:00, 17:00 y 19:00 hora local de Colombia.
| Fase           | Jornadas                       | Fechas           | Resúmenes diarios    |
| -------------- | ------------------------------ | ---------------- | -------------------- |
| Fase de grupos | Jornada 1                      | 29 de septiembre | Día de competencia 1 |
| Fase de grupos | Jornada 2                      | 30 de septiembre | Día de competencia 2 |
| Fase de grupos | Jornada 3                      | 1 de octubre     | Día de competencia 3 |
| Fase final     | Semifinales                    | 2 de octubre     | Día de competencia 4 |
| Fase final     | Partidos de definición y final | 3 de octubre     | Día de competencia 5 |

## Resultados
- Las horas indicadas corresponden al huso horario local de Colombia: UTC-5. A partir del segundo día de competencia los partidos que estaban programados para jugarse a las 13:00 y 15:00 horas fueron adelantados para las 9:00 y 11:00 horas por motivos climáticos.[cita requerida]

- Sede: Coliseo Northon Madrid.

### Fase de grupos
– Clasificados a la Semifinales.      – Pasan a disputar las Semifinales del 5.° al 8.º puesto.

#### Grupo A
|      |           | Partidos | Partidos | Partidos |      | Sets | Sets | Sets  | Puntos | Puntos | Puntos |
| Pos. | Equipo    | PJ       | PG       | PP       | Pts. | SG   | SP   | Ratio | PG     | PP     | Ratio  |
| ---- | --------- | -------- | -------- | -------- | ---- | ---- | ---- | ----- | ------ | ------ | ------ |
| 1    | Perú      | 3        | 3        | 0        | 8    | 9    | 3    | 3.000 | 274    | 197    | 1.391  |
| 2    | Colombia  | 3        | 2        | 1        | 6    | 7    | 3    | 2.333 | 233    | 180    | 1.294  |
| 3    | Venezuela | 3        | 1        | 2        | 4    | 5    | 6    | 0.833 | 215    | 222    | 0.968  |
| 4    | Paraguay  | 3        | 0        | 3        | 0    | 0    | 9    | 0.000 | 102    | 225    | 0.453  |

| Fecha            | Hora  | Equipo 1  | Res.  | Equipo 2  | Set 1 | Set 2 | Set 3 | Set 4 | Set 5 | Total    | Reporte |
| ---------------- | ----- | --------- | ----- | --------- | ----- | ----- | ----- | ----- | ----- | -------- | ------- |
| 29 de septiembre | 15:00 | Perú      | 3 – 2 | Venezuela | 19-25 | 25-17 | 17-25 | 25-15 | 15-6  | 101 – 88 | Reporte |
| 29 de septiembre | 19:00 | Colombia  | 3 – 0 | Paraguay  | 25-8  | 25-12 | 25-10 |       |       | 75 – 30  | Reporte |
| 30 de septiembre | 11:00 | Perú      | 3 – 0 | Paraguay  | 25-4  | 25-11 | 25-11 |       |       | 75 – 26  | Reporte |
| 30 de septiembre | 19:00 | Venezuela | 0 – 3 | Colombia  | 19-25 | 15-25 | 18-25 |       |       | 52 – 75  | Reporte |
| 1 de octubre     | 11:45 | Venezuela | 3 – 0 | Paraguay  | 25-9  | 25-19 | 25-18 |       |       | 75 – 46  | Reporte |
| 1 de octubre     | 19:00 | Colombia  | 1 – 3 | Perú      | 25-22 | 18-25 | 24-26 | 16-25 |       | 83 – 98  | Reporte |

#### Grupo B
|      |           | Partidos | Partidos | Partidos |      | Sets | Sets | Sets  | Puntos | Puntos | Puntos |
| Pos. | Equipo    | PJ       | PG       | PP       | Pts. | SG   | SP   | Ratio | PG     | PP     | Ratio  |
| ---- | --------- | -------- | -------- | -------- | ---- | ---- | ---- | ----- | ------ | ------ | ------ |
| 1    | Brasil    | 3        | 3        | 0        | 9    | 9    | 0    | MAX   | 225    | 124    | 1.815  |
| 2    | Argentina | 3        | 2        | 1        | 6    | 6    | 3    | 2.000 | 197    | 171    | 1.152  |
| 3    | Chile     | 3        | 1        | 2        | 3    | 3    | 7    | 0.428 | 185    | 243    | 0.761  |
| 4    | Uruguay   | 3        | 0        | 3        | 0    | 1    | 9    | 0.111 | 182    | 251    | 0.725  |

| Fecha            | Hora  | Equipo 1  | Res.  | Equipo 2  | Set 1 | Set 2 | Set 3 | Set 4 | Set 5 | Total    | Reporte |
| ---------------- | ----- | --------- | ----- | --------- | ----- | ----- | ----- | ----- | ----- | -------- | ------- |
| 29 de septiembre | 13:00 | Argentina | 3 – 0 | Chile     | 25-17 | 25-18 | 25-12 |       |       | 75 – 47  | Reporte |
| 29 de septiembre | 17:00 | Brasil    | 3 – 0 | Uruguay   | 25-14 | 25-11 | 25-15 |       |       | 75 – 40  | Reporte |
| 30 de septiembre | 9:00  | Chile     | 0 – 3 | Brasil    | 16-25 | 6-25  | 15-25 |       |       | 37 – 75  | Reporte |
| 30 de septiembre | 17:00 | Argentina | 3 – 0 | Uruguay   | 25-16 | 25-11 | 25-22 |       |       | 75 – 49  | Reporte |
| 1 de octubre     | 9:45  | Chile     | 3 – 1 | Uruguay   | 25-22 | 25-22 | 26-28 | 25-21 |       | 101 – 93 | Reporte |
| 1 de octubre     | 17:00 | Brasil    | 3 – 0 | Argentina | 25-16 | 25-17 | 25-14 |       |       | 75 – 47  | Reporte |

### Fase final

#### Clasificación 5.º al 8.º puesto
|  | Semifinales 5.° al 8.º puesto | Semifinales 5.° al 8.º puesto |   |          | Partido 5.° y 6.° puesto | Partido 5.° y 6.° puesto |  |
|  |                               |                               |   |          |                          |                          |  |
|  |                               |                               |   |          |                          |                          |  |
|  | Paraguay                      | 0                             |   |          |                          |                          |  |
|  | Chile                         | 3                             |   |          |                          |                          |  |
|  |                               |                               |   |          |                          |                          |  |
|  |                               |                               |   |          |                          |                          |  |
|  |                               |                               |   |          | Chile                    | 0                        |  |
|  |                               | Venezuela                     | 3 |          |                          |                          |  |
|  |                               |                               |   |          |                          |                          |  |
|  |                               |                               |   |          |                          |                          |  |
|  |                               |                               |   |          | Partido 7.° y 8.° puesto |                          |  |
|  |                               |                               |   |          |                          |                          |  |
|  | Venezuela                     | 3                             |   | Paraguay | 0                        |                          |  |
|  | Uruguay                       | 0                             |   |          | Uruguay                  | 3                        |  |

##### Semifinales 5.° al 8.º puesto
| Fecha        | Hora  | Equipo 1  | Res.  | Equipo 2 | Set 1 | Set 2 | Set 3 | Set 4 | Set 5 | Total   | Reporte |
| ------------ | ----- | --------- | ----- | -------- | ----- | ----- | ----- | ----- | ----- | ------- | ------- |
| 2 de octubre | 9:00  | Venezuela | 3 – 0 | Uruguay  | 25-14 | 25-15 | 25-10 |       |       | 75 – 39 | Reporte |
| 2 de octubre | 11:00 | Paraguay  | 0 – 3 | Chile    | 23-25 | 21-25 | 21-25 |       |       | 65 – 75 | Reporte |

##### Partido por el 7.° y 8.º puesto
| Fecha        | Hora | Equipo 1 | Res.  | Equipo 2 | Set 1 | Set 2 | Set 3 | Set 4 | Set 5 | Total   | Reporte |
| ------------ | ---- | -------- | ----- | -------- | ----- | ----- | ----- | ----- | ----- | ------- | ------- |
| 3 de octubre | 9:00 | Paraguay | 0 – 3 | Uruguay  | 13-25 | 21-25 | 21-25 |       |       | 55 – 75 | Reporte |

##### Partido por el 5.° y 6.º puesto
| Fecha        | Hora  | Equipo 1 | Res.  | Equipo 2  | Set 1 | Set 2 | Set 3 | Set 4 | Set 5 | Total   | Reporte |
| ------------ | ----- | -------- | ----- | --------- | ----- | ----- | ----- | ----- | ----- | ------- | ------- |
| 3 de octubre | 11:00 | Chile    | 0 – 3 | Venezuela | 23-25 | 17-25 | 19-25 |       |       | 59 – 75 | Reporte |

#### Clasificación1.eral 4.º puesto
|  | Semifinales | Semifinales |   |           | Final                     | Final |  |
|  |             |             |   |           |                           |       |  |
|  |             |             |   |           |                           |       |  |
|  | Perú        | 3           |   |           |                           |       |  |
|  | Argentina   | 2           |   |           |                           |       |  |
|  |             |             |   |           |                           |       |  |
|  |             |             |   |           |                           |       |  |
|  |             |             |   |           | Perú                      | 0     |  |
|  |             | Brasil      | 3 |           |                           |       |  |
|  |             |             |   |           |                           |       |  |
|  |             |             |   |           |                           |       |  |
|  |             |             |   |           | Partido 3.er y 4.º puesto |       |  |
|  |             |             |   |           |                           |       |  |
|  | Brasil      | 3           |   | Argentina | 2                         |       |  |
|  | Colombia    | 0           |   |           | Colombia                  | 3     |  |

##### Semifinales
| Fecha        | Hora  | Equipo 1 | Res.  | Equipo 2  | Set 1 | Set 2 | Set 3 | Set 4 | Set 5 | Total     | Reporte |
| ------------ | ----- | -------- | ----- | --------- | ----- | ----- | ----- | ----- | ----- | --------- | ------- |
| 2 de Octubre | 17:00 | Perú     | 3 – 2 | Argentina | 25-23 | 25-27 | 25-20 | 25-27 | 15-13 | 115 – 110 | Reporte |
| 2 de Octubre | 19:00 | Brasil   | 3 – 0 | Colombia  | 25-17 | 25-12 | 25-12 |       |       | 75 – 41   | Reporte |

##### Partido por el3.ery 4.º puesto
| Fecha        | Hora  | Equipo 1  | Res.  | Equipo 2 | Set 1 | Set 2 | Set 3 | Set 4 | Set 5 | Total     | Reporte |
| ------------ | ----- | --------- | ----- | -------- | ----- | ----- | ----- | ----- | ----- | --------- | ------- |
| 3 de octubre | 16:30 | Argentina | 2 – 3 | Colombia | 21-25 | 24-26 | 25-19 | 25-23 | 6-15  | 101 – 108 | Reporte |

##### Final
| Fecha        | Hora  | Equipo 1 | Res.  | Equipo 2 | Set 1 | Set 2 | Set 3 | Set 4 | Set 5 | Total   | Reporte |
| ------------ | ----- | -------- | ----- | -------- | ----- | ----- | ----- | ----- | ----- | ------- | ------- |
| 3 de octubre | 19:00 | Perú     | 0 – 3 | Brasil   | 17-25 | 21-25 | 13-25 |       |       | 51 – 75 | Reporte |

## Clasificación general
| Pos.              | Equipo    |
| ----------------- | --------- |
| Medalla de oro    | Brasil    |
| Medalla de plata  | Perú      |
| Medalla de bronce | Colombia  |
| 4                 | Argentina |
| 5                 | Venezuela |
| 6                 | Chile     |
| 7                 | Uruguay   |
| 8                 | Paraguay  |

## Premios individuales
Fuente: CSV
| Distinción                   | Nombre                    |
| ---------------------------- | ------------------------- |
| MVP                          | Gabriela Guimarães "Gabi" |
| Mejor Atacante Opuesta       | Carla Castiglione         |
| Mejor Central                | Juciely Barreto           |
| Segunda Mejor Central        | Natalia Aispurúa          |
| Mejor Armadora               | Alejandra Marín           |
| Mejor Atacante Punta         | Gabriela Guimarães "Gabi" |
| Segunda Mejor Atacante Punta | Ángela Leyva              |
| Mejor Líbero                 | Camila Gómez              |